# Batrachochytrium dendrobatidis
Batrachochytrium dendrobatidis is een kleine gistachtige schimmel die amfibieën aantast. De schimmelinfectie die Batrachochytrium dendrobatidis veroorzaakt wordt chytridiomycose genoemd. De ziekte vormt wereldwijd een grote bedreiging voor vele soorten amfibieën. In de herpetologie is veel onderzoek gedaan naar de verspreiding van de Batrachochytrium dendrobatidis.

## Ziektebeeld
Batrachochytrium dendrobatidis gebruikt keratine als groeimedium, waarbij de bovenste huidlagen van volwassen exemplaren en de bek van kikkervisjes wordt aangetast. Besmetting vindt plaats via zoösporen in het water of door middel van direct contact. Chytridiomycose leidt met name tot focale hyperkeratose (plaatselijke verdikking van de huid) en erosie van de epidermis (beschadiging van de bovenste huidlaag) bij volwassen exemplaren en misvorming van de bek bij kikkervisjes. Een exemplaar met klinische chytridiomycose sterft binnen enkele weken, waarschijnlijk ten gevolge van een gestoorde ademhaling door de huid en een gestoorde osmoregulatie.
De schimmel veroorzaakt de ziekte door het verspreiden van een gifstof die immuunreacties van de amfibieën verstoort.

## Historie
De schimmel kwam van nature voor in Afrika en was tot de jaren veertig niet buiten het continent aangetroffen. Infectie met Batrachochytrium werd voor het eerst beschreven bij de Afrikaanse klauwkikker (Xenopus laevis). Onduidelijk is of de schimmel zich recent over de wereld heeft verspreid of dat Batrachochytrium van nature op verschillende continenten voorkomt maar recent in virulentie is toegenomen. Mogelijk is de klauwkikker een belangrijke vector geweest, aangezien deze soort sinds decennia wereldwijd wordt gebruikt voor laboratoriumonderzoek. In de jaren dertig en jaren veertig werden deze kikkers zelfs gebruikt in een zwangerschapstest. Ook de handel in andere exotische dieren zal de verspreiding van de schimmel hebben bevorderd. De epidemische vorm van chytridiomycose werd voor het eerst in de jaren negentig beschreven na een massale sterfte van kikkers in Australië, Costa Rica en het westen van Panama. Later is de ziekte ook op andere continenten aangetroffen. In Midden-Amerika breidde de ziekte zich in de loop der jaren uit over de rest van Panama naar Colombia. De ziekte is in staat vele soorten te infecteren en vormt zo een bedreiging voor zeer veel amfibieën wereldwijd.

## Samenhang met klimaatsverandering
Eind jaren tachtig werd in Costa Rica in de nevelwouden van Monteverde de eerste sterke achteruitgang van amfibieën waargenomen, waarbij de endemische gouden pad (Bufo periglenes) volledig verdween en ook andere soorten kikkers en padden niet meer in Monteverde werden waargenomen. Klimatologische factoren werden als voornaamste oorzaak beschouwd van deze achteruitgang. Er leek sprake van een verband tussen het afname van het aantal volwassen harlekijnkikkers (Atelopus varius) en het optreden van het El Niño-effect. Stoornissen in de temperaturen en de neerslag ten gevolge van het El Niño-effect werden als een belangrijke oorzaak gezien voor het verdwijnen van de amfibieën in deze periode. Eind jaren negentig kwam chytridiomycose als grote bedreiging, maar volgens een studie uit 2006 kan de ziekte niet los worden gezien van klimaatsverandering. "Ziekte is de kogel die de kikkers dood, maar klimaatsverandering is degene die de trekker overhaalt," aldus auteur J.A. Pounds, wetenschapper van het Monteverde Cloud Forest Preserve. Door de extreem dunne huid zijn amfibieën niet alleen erg gevoelig voor de schimmelinfectie, maar ook voor zelfs geringe veranderingen in temperatuur, luchtvochtigheid, lucht- en waterkwaliteit. Volgens de studie van Pounds hielden sterke temperatuurschommelingen voorheen de dodelijke schimmelinfectie binnen de perken in de nevelwouden. De mondiale klimaatproblematiek zou tot een toegenomen verdamping in de bergstreken van tropisch Amerika hebben geleid met een dichter wolkendek boven de nevelwouden als gevolg. Hierdoor zijn overdag de temperaturen in de nevelwouden door een toegenomen blokkade van zonlicht lager geworden, terwijl het wolkendek ’s nachts als een soort isolatie werkt met stijging van de nachtelijke temperaturen als gevolg. Deze afgezwakte temperatuurschommelingen zouden volgens de studie hebben geleid tot ideale omstandigheden voor de uitbreiding van Batrachochytrium dendrobatidis.
Volgens een andere hypothese zou een dichter wolkendek boven de nevelwouden ook op een andere wijze invloed hebben op het optreden van chytridiomycose. Verschillende kikkers in de nevelwouden hebben het pigment pterorhodine in de huid wat ze in staat stelt hun huid aan te passen aan de infrarode reflectie van de bladeren rondom hen en zich zo te camoufleren. Pterorhodine lijkt ook een rol te spelen in de regulatie van de lichaamstemperatuur door middel van zonnebaden. Mogelijk zijn deze zonnebaden ook effectief tegen chytridiomycose, aangezien het een verhoging van de lichaamstemperatuur van de kikkers geeft boven het maximum waarbij Batrachochytrium dendrobatidis in leven kan blijven. Door een dichter wolkendek is er echter minder zonlicht beschikbaar, waardoor het eigen afweermechanisme van de kikkers minder goed mogelijk is.
Het verband tussen klimaatsveranderingen en chytridiomycose is door latere studies ontkracht, waarbij geen ondersteunend bewijs werd gevonden dat klimaatsveranderingen uitbraken van de ziekte hebben uitgelokt.

## Behandeling
Bij sommige soorten, waaronder de Amerikaanse brulkikker (Rana catesbeiana) en de klauwkikker, verloopt de infectie asymptomatisch en verschillende Afrikaanse kikkers en padden lijken resistentie te hebben opgebouwd tegen Batrachochytrium. Laboratoriumonderzoek wijst er op dat Batrachochytrium dendrobatidis optimaal groeit en reproduceert bij temperaturen tussen de 17 °C en de 25 °C. De schimmel is weinig actief boven de 28 °C en blootstelling van een geïnfecteerde kikker aan hogere temperaturen doodt de schimmel. Dit lijkt een goede verklaring waarom door chytridiomycose-geïnduceerde afname van amfibieën vooral voorkomt in koelere gebieden, zoals de nevelwouden van de Midden-Amerikaanse bergketens. Individuele exemplaren zijn succesvol te behandelen door middel van het lokaal aanbrengen van chlooramfenicol of antimycotia als itraconozol. Daarnaast wordt gekeken naar behandelingen gebaseerd op de natuurlijke beschermingsmechanismen tegen infecties van amfibieën. Klieren in de huid van amfibieën zorgen bijvoorbeeld voor de uitscheiding van anti-microbiële peptiden, die bij sommige soorten beschermend lijkt tegen infecties als chytridiomycose. Dit lijkt mogelijk het geval bij de smaragdglaskikker (Centrolene prosoblepon), een soort die in staat blijkt te overleven in gebieden die door Batrachochytrium dendrobatidis geïnfecteerd zijn. Ook wordt gekeken naar de specifieke huidflora van bepaalde kikkersoorten, met de gedachte dat bepaalde huidbacteriën een remmend effect hebben op Batrachochytrium dendrobatidis. Zo produceert Janthinobacterium lividum indole-3-carboxaldehyde en violaceïne, antifungale stoffen die de groei van Batrachochytrium dendrobatidis al in lagere concentraties remmen. Een vergelijkbaar effect heeft 2,4-diacetylphloroglucinol dat geproduceerd wordt door Lysobacter gummosus, een huidbacterie van de salamander Plethodon cinereus.

## Ampibian Ark
Een van de acties die nu wordt ondernomen om de bedreigde soorten amfibieën voor uitsterven te behoeden is het opzetten van reservepopulaties in gevangenschap, een project dat wordt aangeduid met de term "Ampibian Ark" (AArk). Op termijn kunnen zo soorten weer worden uitgezet in gebieden die vrij zijn van chytridiomycose en andere bedreigingen. Een belangrijke rol bij het opzetten van reservepopulaties in het kader van de "Ampibian Ark" voor de amfibieën van Panama speelt El Valle Amphibian Conservation Center.